# Sympathy for the Devil (película de 2023)
Sympathy for the Devil es una película de suspenso psicológico estadounidense de 2023 dirigida por Yuval Adler y escrita por Luke Paradise. Está protagonizada por Nicolas Cage como El Pasajero y Joel Kinnaman como El Conductor.
La película tuvo su estreno mundial en el Festival Internacional de Cine Fantasia el 22 de julio de 2023, antes de su estreno en cines el 28 de julio por RLJE Films.

## Sinopsis
Después de verse obligado a conducir a un misterioso pasajero a punta de pistola, un hombre se ve envuelto en un juego de alto riesgo del gato y el ratón en el que queda claro que no todo es lo que parece.

## Reparto
- Nicolas Cage como el pasajero
- Joel Kinnaman como el conductor
- Alexis Zollicoffer como camarera
- Cameron Lee Price como policía
- Oliver McCallum como niño
- Burns Burns como propietario
- Rich Hopkins como camionero
- Nancy Good como abuela
- Kaiwi Lyman como colega
- Danny Tesla como paramédico
- Annisse White como patrocinadora del hospital

## Producción
La fotografía principal comenzó en Las Vegas en julio de 2022. Aproximadamente la mitad de la película se rodó en un estudio virtual con sede en Las Vegas propiedad de Vū Technologies. Sympathy for the Devil fue el primer largometraje en la historia de Nevada que se filmó en un escenario de sonido LED.

## Estreno
En septiembre de 2022, la película se presentó a compradores en el TIFF. En marzo de 2023, RLJE Films adquirió los derechos de distribución en Norteamérica, Reino Unido, Irlanda, Australia y Nueva Zelanda. La película tuvo su estreno mundial en el Festival Internacional de Cine Fantasia el 22 de julio de 2023 y se estrenó en los cines el 28 de julio de 2023. Su distribución está a cargo de Signature Entertainment en el Reino Unido e Irlanda.